# Мнонгский язык
Мнонгский язык (мнонг) — австроазиатский язык. На нём говорят различные группы мнонгов во Вьетнаме и мнонгская группа в Камбодже. Распространены в Центральном Вьетнаме, в особенности, в провинциях Даклак, Ламдонг, Дакнонг, Биньфыок, а также в провинции Мондолькири в Камбодже.
Существует четыре основных диалекта: центральный, восточный и южный, на которых говорят во Вьетнаме и краольский, на котором говорят в Камбодже. Носители одной диалектной группы не могут понимать представителей, говорящих на других диалектах мнонгского языка. Первым лингвистом, который стал изучать мнонгский язык в начале 1970-х годов, был Ричард Филлипс.
Латинский алфавит для центральномнонгского языка: A a, Â â, B b, Ƀ ƀ, C c, D d, Đ đ, E e, Ê ê, G g, H h, I i, J j, K k, L l, M m, N n, O o, Ô ô, Ơ ơ, P p, R r, S s, T t, U u, Ư ư, V v, Y y. Краткость гласных обозначается диакритическим знаком бреве (◌̆). 